# Serranía del Darién
La serranía del Darién es una pequeña cadena montañosa que marca la frontera entre Colombia y Panamá. Está ubicada al sureste de la provincia de Darién en Panamá, y al noroeste del departamento del Chocó en (Colombia). Sobre esta se asientan dos importantes parques naturales: el parque nacional Darién y parque nacional de Los Katíos.
La altitud promedio de este accidente geográfico es de 500 m s. n. m., la cual aumenta en dirección noreste y alcanza los 550 m en los Altos de Aspavé, separando así las vertientes de los ríos Atrato y Tuira. La sierra alcanza su altura máxima en el cerro Tacarcuna a 1875 m s. n. m., seguido en altura por el Alto Pauna y los cerros Tanela, Puno y Gandi, completando un semicírculo llega hasta el cerro Anachucona (1.340 m s. n. m.). Esta sierra marca su comienzo en el cabo Tiburón, extendiéndose hasta las costas colombianas del océano Pacífico.